# Albert II (comte de Tyrol)
Pour les articles homonymes, voir Albert II.
 (signalé en août 2025).
Si vous disposez d'ouvrages ou d'articles de référence ou si vous connaissez des sites web de qualité traitant du thème abordé ici, merci de compléter l'article en donnant les références utiles à sa vérifiabilité et en les liant à la section « Notes et références ».
- Archive Wikiwix
- Bing
- Cairn
- DuckDuckGo
- E. Universalis
- Gallica
- Google
- G. Books
- G. News
- G. Scholar
- Persée
- Qwant
- (zh) Baidu
- (ru) Yandex
- (wd) trouver des œuvres sur Wikidata

Albert II (allemand : Adalbert), mort vers 1125) est le fondateur de la Maison d'Albert de Tyrol. Il est documenté en tant que comte dirigeant les domaines bavarois dans les vallées de l'Inn, du Wipptal et de l'Isarco des Alpes orientales. 

## Biographie
Albert hérite des seigneuries alpines de son père, le comte Albert I (décédé vers 1100), qui descendait d'Eurasburg en Haute-Bavière. Il avait été un fidèle partisan du roi Henri IV lors de la vive controverse de l'Investiture, en opposition au duc Welf de Bavière. En retour, le roi lui a conféré une large autonomie après la destitution de Welf en 1077.
Albert II épouse Adélaïde (décédée vers 1153), fille du comte Berthold de Dießen-Andechs. Ses fils Albert III (décédé en 1165) et plus tard, Berthold I (en) lui succèdent en tant que comtes de Tyrol.
Sous Albert II, la construction du château de Tyrol a commencé au début du XIIe siècle. Le siège ancestral a été achevé vers 1160, sous la direction de son fils cadet, le comte Berthold I.